# Vinícius Bergantin
Vinícius Bergantin (ur. 31 lipca 1980 w Salto) – brazylijski piłkarz występujący na pozycji obrońcy.

## Kariera
Vinícius zawodową karierę rozpoczynał w 2000 roku w klubie Ituano. W 2001 roku trafił do zespołu São Caetano z Campeonato Brasileiro Série A. W tym samym roku wywalczył z nim wicemistrzostwo Brazylii. W 2002 roku odszedł do ekipy SE Gama grającej w Campeonato Brasileiro Série B.
W styczniu 2003 roku Vinícius został wypożyczony do niemieckiego Hannoveru 96 z Bundesligi. Zadebiutował w niej 25 stycznia 2003 roku w zremisowanym 2:2 meczu z Hamburgerem SV. 1 marca 2003 roku w wygranym 2:1 pojedynku z VfL Bochum strzelił pierwszego gola w Bundeslidze. Latem 2003 roku został wykupiony przez Hannover z Gamy. W 2008 roku zajął z nim 8. miejsce w Bundeslidze, które było najwyższym w trakcie gry w tym zespole. Spędził tam w sumie 7,5 roku. W tym czasie rozegrał tam 144 ligowe spotkania i zdobył 9 bramek. Latem 2010 roku odszedł z Hannoveru.
W styczniu 2011 roku podpisał kontrakt z brazylijskim zespołem Americana Futebol występującym w Campeonato Brasileiro Série B. W tym samym roku zakończył tam karierę.

## Kariera trenerska
Vinicius Bergantin przyjął funkcję asystenta trenera Ituano w 2017. W 2021 roku przejął funkcję pierwszego trenera po Mazola Júniorze.